# 李志堅 (教練)
李志堅（Lee Chi Kin，1967年12月27日—），生於香港，香港職業足球教練，持有亞洲足協A級教練牌照，亦是首屆港超最佳教練，執教以來堅持起用年輕球員，曾培育出有「八小福」之稱的香港足球未來新星。現時擔任香港超級聯賽球會大埔主教練。

## 執教生涯

### 起步階段
李志堅生於香港，小學就讀東華三院關啟明小學下午校，由踢區隊和丙組聯賽開始，到後來與朋友組織業餘聯賽，協助擔任教練便開始入行，慢慢上教練班考牌，最初在2000年暑假青少年計劃擔任教練，其後師承郭家明接任香港青年軍助教，在2003年麥當奴青訓計劃及大埔區幼苗遇上「堅家軍」等人，2008年首次率領港青以深水埗之名一步一步由丙組升上甲組，甲組首季更堅持用20歲小將全華班挑戰班霸，兩季後護級失敗，先後獲日本資金橫濱FC及YFC澳滌贊助。
2014年帶領YFC澳滌在聯賽獲得第5名更有機會挑戰來季亞協盃資格，季未李志堅更當選為香港足球明星選舉的「最佳教練」，其弟子梁冠聰及陳肇鈞齊膺「最佳青年球員」。
2015年8月，李志堅轉戰執教香港超級聯賽球會香港飛馬，不過剛打入菁英盃決賽後，球隊獲前英超球員兼領隊奇雲邦特便空降下來，李志堅則擔任其副手，兩人季尾協助香港飛馬4日內連奪足總盃冠軍及菁英盃冠軍。

### 大埔崛起
2016年6月，李志堅執教香港超級聯賽球會和富大埔，於2017年5月3日帶領和富大埔擊敗前球會香港飛馬，再次領軍贏得菁英盃冠軍。。由於2016–17賽季為大埔足球會成立以來最成功的其中一季，故李志堅教練的能力頗獲得該會球迷肯定。
2017–18賽季，李志堅帶領和富大埔取得港超聯亞軍，並取得來季亞協盃的參賽資格。
2019年5月4日，李志堅帶領和富大埔作客擊敗富力R&F，提早一輪取得香港頂級足球聯賽冠軍。他也奪得該球季的香港足球明星選舉最佳教練獎項。

### 轉投東方
2019/20球季，李志堅帶領9名愛將球員同1名助教從和富大埔轉至香港超級聯賽球會東方龍獅出任球隊總監兼主教練。首季即協助東方龍獅奪得香港足總盃與香港高級組銀牌冠軍。
2021年5月28日，東方龍獅正式宣佈李志堅卸任主教練位置，但維持總監位置。
2022年球季，李志堅與東方結束賓主關係。

### 回歸大埔
2023年6月21日，和富大埔透過社交媒體宣布李志堅回歸球隊擔任主教練。
2024/25球季，大埔以25戰55分戰績奪得2024–2025球季聯賽的冠軍寶座，是為球會第二次奪得香港頂級足球聯賽冠軍，也是李志堅的第二次。

## 家庭生活
李志堅已經住在黃宜坳20多年，曾身兼建材、時裝店及僱傭公司老闆，2014年在暑期處理組軍事務期間因心痛入院，後來證實為心臟病，接受完「通波仔」手術後至今仍要日服4粒藥，李志堅大兒子李敖男正修讀荃灣IVE體育管理學第一年，2016年球季開始跟隨父親腳步到和富大埔實習。

## 榮譽
香港飛馬
- 香港足總盃冠軍（2015–16季度）
- 香港菁英盃冠軍（2015–16季度）

和富大埔
- 香港菁英盃冠軍（2016-17季度）
- 香港超級聯賽冠軍（2018-2019、2024-2025季度）

東方龍獅
- 香港足總盃冠軍（2019–20季度）
- 香港高級組銀牌冠軍（2019–20季度）
- 香港菁英盃冠軍（2020-21季度）

個人
- 香港足球明星選舉最佳教練（2014－2015季度、2018-2019季度）

## 外部連結
- 香港足球總會網頁球員註冊資料 （页面存档备份，存于）